# ディプロモセラス科
ディプロモセラス科（学名：Diplomoceratidae）は、後期白亜紀の海に生息していたアンモナイトの科。このグループに属するアンモナイトは全て異常巻きアンモナイトであり、同じく異常巻きアンモナイトであるノストセラス科に起源を持つ。

## 命名
ディプロモセラス科はディプロモセラスをタイプ属としてSpathが1926年に提唱した。

## 特徴

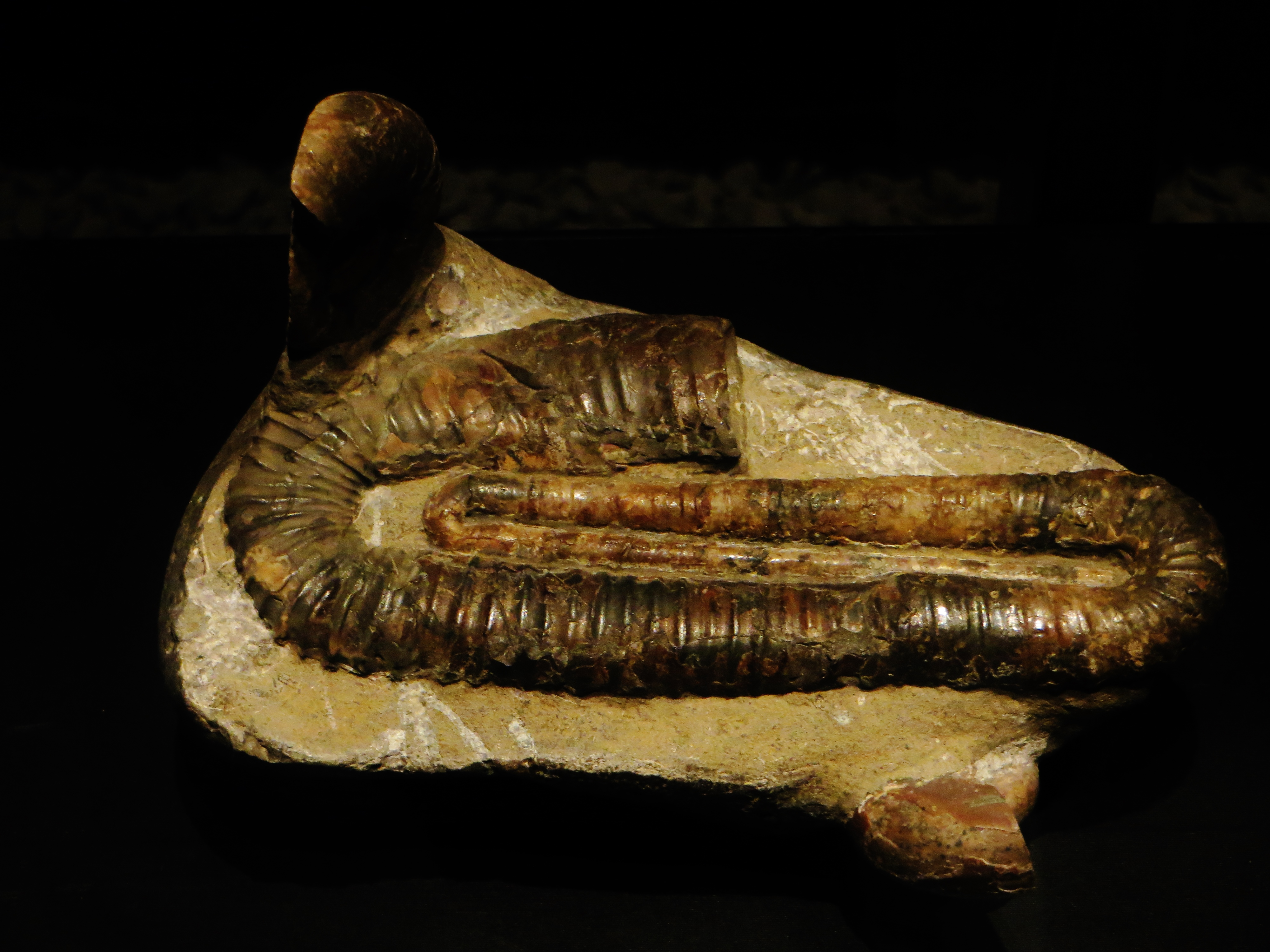
ポリプチコセラス

かつて異常巻きアンモナイトは単一のグループが衰退し絶滅に近づく時期に見せた異常な進化の行き止まりと考えられていたが、種数や個体数が豊富であることから適応放散の結果と見なされるようになった。形状としては、湾曲成長した螺環が互いに接していない状態で巻いているもの（スカラリテス属ほか）や、トロンボーンやゼムクリップに似た形状をしたもの（ポリプチコセラス属ほか）などがいる。ノストセラス科の螺環が円錐形など立体的な形状を示すのに対し、ディプロモセラス科の巻きは平面的である。

## 進化
ディプロモセラス科は同じく異常巻きアンモナイトであるノストセラス科から枝分かれした分類群であることが指摘されている。1981年の棚部らの論文ではトリアングリテス属・リオプチコセラス属・スカラリテス属が最初期の属とされ、このうちスカラリテス属から他の属が派生したとされた。また、岡本隆からはスカラリテス属がユーボストリコセラス属（ノストセラス科）より派生したディプロモセラス科最初期の属とされ、少なくともポリプチコセラス属とライオプチコセラス属がスカラリテス属から直接派生したと考えられている。
また、真っ直ぐな殻を持つバキュリテスに代表されるバキュリテス科がディプロモセラス科から進化した可能性も棚部らにより1981年に指摘された。

## 産地
化石は世界各地から産出しており、Fossilworksによるとアンゴラ、南極大陸、アルゼンチン、アルメニア、オーストラリア、オーストリア、ベルギー、ブラジル、ブルガリア、カナダ、チリ、コロンビア、デンマーク、エジプト、フランス、ドイツ、グリーンランド、インド、イラン、イラク、日本、マダガスカル、メキシコ、オランダ、ニュージーランド、ナイジェリア、オマーン、ロシア、南アフリカ共和国、スペイン、スウェーデン、タジキスタン、チュニジア、ウクライナ、アラブ首長国連邦、イギリス、アメリカ合衆国、ベネズエラで報告されている。

## 属
ディプロモセラス科の形状・大きさの多様性は大きく、特にディプロモセラス属には殻の長さが1.5メートルを超える世界最大の異常巻きアンモナイトがいる。以下、注釈のないものは古生物データベースのFossilworksに基づく。
- アストレプトセラス（Astreptoceras）Henderson, 1970
- シュルエテレラ（Schlueterella）Wiedmann, 1962
- トリアングリテス（Trianglites[6]）Matsumoto, 1977
- マソニテス（Masonites）Henderson, 1970
- ライオプチコセラス（Rhyoptychoceras[5]）Matsumoto, 1977
- ディプロモセラス亜科
  - グリプトキソセラス（Glyptoxoceras）Spath, 1925
  - スカラリテス（Scalarites）Wright and Matsumoto, 1954
  - チェサピーキセラス（Chesapeakiceras）Kennedy and Cobban, 1998
  - ディプロモセラス（Diplomoceras）Hyatt, 1900
  - ネアンキロセラス（Neancyloceras）Spath, 1926
  - ネオクリオセラス（Neocrioceras）Wright & Matsumoto, 1954
  - ネオグリプトキソセラス（Neoglyptoxoceras）Collignon, 1969
  - レウイテス（Lewytes）Lewy, 1969
- ポリプチコセラス亜科
  - オキシベロセラス（Oxybeloceras）Hyatt, 1900
  - シュードオキシベロセラス（Pseudoxybeloceras）Wright and Matsumoto, 1954
  - スピロキシベロセラス（Spiroxybeloceras）Cobban, 1999
  - ソレノセラス（Solenoceras）Conrad, 1860
  - フィロプチコセラス（Phylloptychoceras）Spath, 1953
  - ポリプチコセラス（Polyptychoceras）Yabe, 1927